# Xenocyon africanus
Xenocyon africanus (o Canis (Xenocyon) africanus) es un gran cánido extinto que habitó África desde finales del Plioceno hasta comienzos del Pleistoceno. Se le considera el antepasado del actual Lycaon pictus.
La especie se llamó originalmente Canis africanus (Pohle, 1928), pero luego fue reasignada como Canis (Xenocyon) africanus.